# Thomas Weir

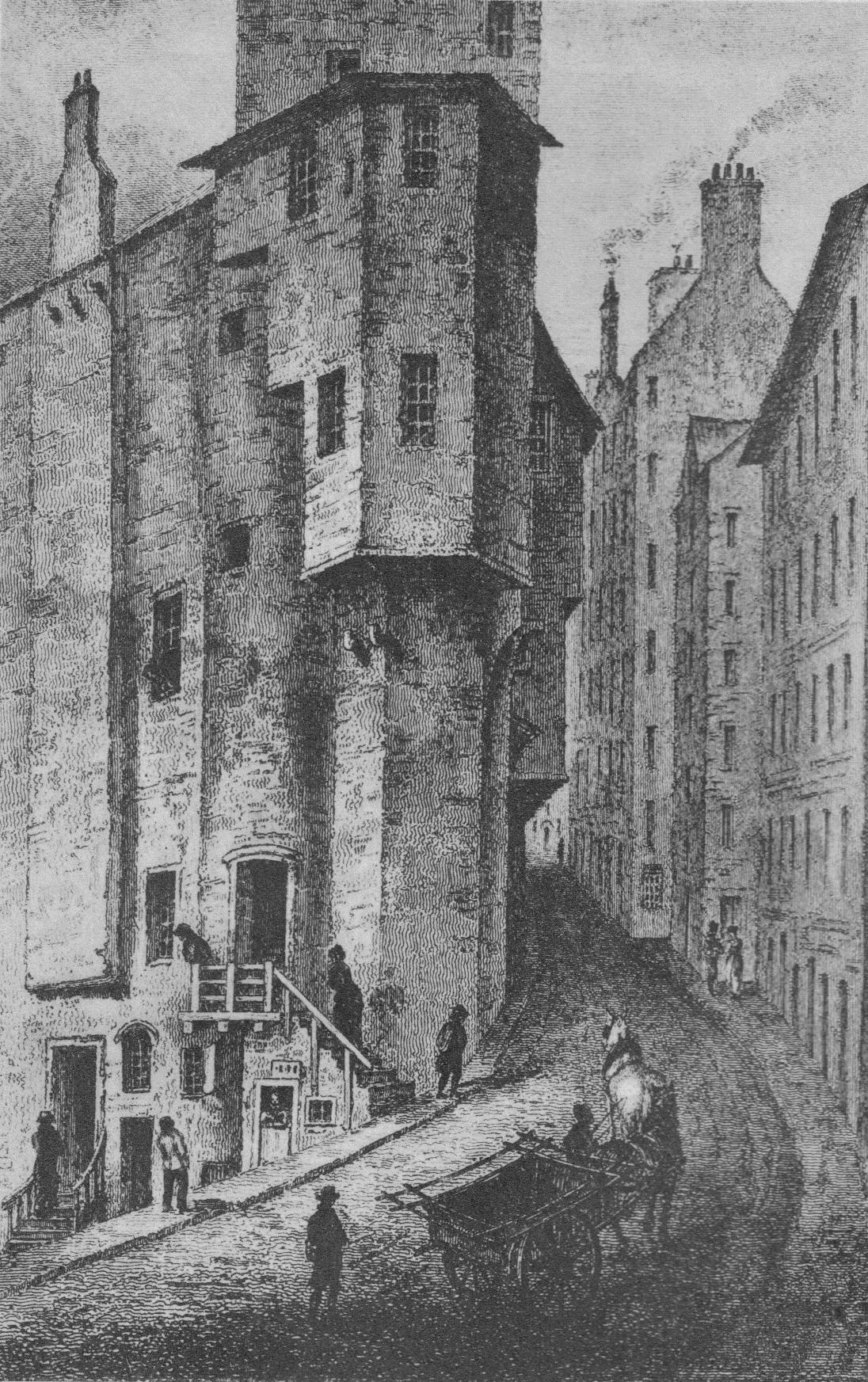
Casa de Weir en Edimburgo, en un grabado de 1817.

Thomas Weir (1599-1670) fue un soldado escocés y ocultista ejecutado por brujería.
Weir era un covenanter, que profesaban una forma particularmente estricta de Presbiterianismo. Se ganó una reputación de persona muy religiosa, lo cual atrajo visitantes a su casa en Edimburgo. Sirvió bajo las órdenes de James Graham, Marqués de Montrose, como lugarteniente en el Ejército del Covenant.

## Biografía
Weir nació en Carluke (Kirkstyle) en Lanarkshire, descendiente de una de las familias más ricas y antiguas del Condado, de Weir-de Veres, hijo de Thomas Weir y su esposa Lady Jean Somerville quién tenía fama de clarividente. Su abuelo paterno era William Weir, o Vere, de Stonebyres. Weir era un firmante de la Liga Solemne. Como lugarteniente, sirvió en Ulster durante la Rebelión irlandesa de 1641. En 1650, obtuvo el puesto de comandante de la guardia de la Ciudad de Edimburgo, por ello adquirió el rango de mayor. Cuándo el general Montrose fue traído a Edimburgo para su ejecución, Weir le maltrató durante su custodia.
Después de la jubilación, Weir cayó enfermo en 1670 y desde su lecho empezó a confesar una vida secreta de delitos y perversiones. Al principio se le tomó por loco, pero su hermana solterona Jean Weir (apodada 'Grizel') relató una historia aún más macabra de brujería, hechicería, zoofilia y vicios varios, que habría comenzado cuando una noche un desconocido le hizo subir a un siniestro coche de caballos y qué durante el viaje otro hombre misterioso le había dado "inteligencia sobrenatural". Grizel mantuvo que Weir adquiría su poder de su bastón, coronado por una talla con forma de cabeza humana.

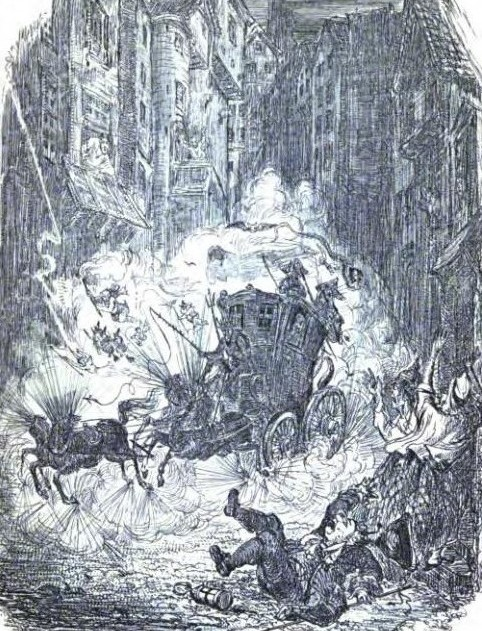
Una representación del diabólico carruaje de Weir, en una ilustración del.

Su confesión junto con la de su hermana selló su destino. Ambos fueron encontrados culpables en su juicio y sentenciados a muerte.
Mientras aguardaban la ejecución, estuvieron encerrados en la antigua leproseria de Calton Hill. Weir fue ejecutado en la horca y luego quemado en el Gallowlee (literalmente, Campo de la horca), en la carretera entre Edimburgo y Leith. . Sus últimas palabras fueron "...he vivido como una bestia, y tengo que morir como una bestia". Su bastón también fue pasto de las llamas. Poco antes de su fin Weir había hecho una nueva confesión pública de cometer incesto con su hermana, quién fue ejecutada en el Grassmarket. Los restos de los hermanos Weir fueron enterrados cerca del patíbulo en Shrub Hill, como era la costumbre.

## Legado
La casa de los Weir estuvo vacía durante más de un siglo debido a su reputación de embrujada. Se decía que uno de los encantamientos de Weir provocaba que las personas que subían la escalera pensaban que en realidad descendían. Fue finalmente comprada barata en 1780 por un exsoldado, William Patullo y su esposa, de quienes se dice que huyeron ya en su primera noche allí después de experimentar la extraña aparición de un ternero en su dormitorio mirándoles fijamente. Según Walter Scott, la casa fue derribada en 1830.
La historia de Weir ha sido propuesta como una influencia para Dr. Jekyll y Señor Hyde, por Robert Louis Stevenson. En el año 2000 la novela The Fanatic por James Robertson presenta a Weir como personaje central.